# Badri Maharaj
Le pandit Badri Maharaj est un fermier et homme politique indo-fidjien, fondateur de la première école indienne des Fidji puis premier Indo-Fidjien à siéger au Conseil législatif du pays.

## Biographie
Originaire de Bamoli dans l'Uttar Pradesh en Inde, il arrive aux Fidji comme ouvrier agricole avec un statut d’indenture en 1889. Devenu ensuite fermier cultivateur de cane à sucre à son propre compte, en 1898 il ouvre dans la province de Ra la première école pour les enfants des ouvriers indiens des plantations fidjiennes,. L'école acquiert une bonne réputation, et Ratu Lala Sukuna y est notamment scolarisé,.
En reconnaissance de ses efforts en faveur de l'éducation et de l'amélioration du niveau de vie des ouvriers immigrés indiens, en 1916 le gouverneur Sir Ernest Bickham Sweet-Escott le nomme membre du Conseil législatif de la colonie, le premier à y représenter la communauté indo-fidjienne - bien qu'une pétition ait demandé au gouverneur de nommer plutôt l'avocat Manilal Doctor (en), envoyé aux Fidji par Mohandas Gandhi pour aider les Indo-Fidjiens à s'organiser dans la défense de leurs droits. Badri Maharaj y siège jusqu'en 1923, date à laquelle il démissionne pour protester contre l'introduction d'un impôt par tête. Il siège ensuite à nouveau de 1926 à 1929, date à laquelle le gouvernement colonial accorde aux Indo-Fidjiens le droit à trois représentants élus plutôt qu'à un représentant nommé. Il ne se présente pas à ces élections,.
Son fils Sadanand Maharaj est membre du Conseil législatif et du Conseil exécutif de 1950 à 1953, et son petit-fils Rajat Gyaneshwar est professeur de médecine à l'Université nationale des Fidji.